# Saltfleetby
Saltfleetby är en civil parish i Storbritannien.   Den ligger i grevskapet Lincolnshire och riksdelen England, i den sydöstra delen av landet, 210 km norr om huvudstaden London.
Den består av byarna Saltfleetby St Clement, Saltfleetby All Saints och Saltfleetby St Peter samt omgivande landsbygd.